# 최윤식 기념비
최윤식 기념비(崔潤植 記念碑)는 대한민국 경기도 화성시 정남면 괘랑리에 있다. 2001년 3월 30일 화성시의 향토문화재 제11호로 지정되었다가, 2019년 10월 23일 향토문화재(유형) 제8호로 변경 재분류되었다.

## 개요
1939년 8월 15일 정남면 문학리 봉황동에서 대형 화재가 발생하자 당시 향남면사무소 직원이던 최윤식은 급히 화재 현장으로 달려갔다. 민가가 불길에 휩싸인 상황에서 인명을 구하기 위해 주변 사람들의 만류도 뿌리치고 멍석을 몸에 두른 채 진화 작업을 하다가 불에 탄 서까래가 내려앉아 큰 화상을 입고 사망했다. 이듬해인 1940년 9월 그의 희생 정신을 기리고자 이곳에 기념비를 세웠다